# Thomas James Henderson (astrònom)
Thomas James Henderson (Dundee, Escòcia, 28 de desembre de 1798 - Edimburg, Escòcia, 23 de novembre de 1844) va ser un astrònom i matemàtic escocès, famós per haver mesurat la distància a Alfa Centauri (l'estrella principal del cúmul estel·lar més pròxim a la Terra) i per ser el primer a determinar la paral·laxi d'una estrella fixa, encara que es va retardar a publicar els seus resultats, i aquesta fita s'adjudica habitualment a l'alemany Friedrich Bessel. Va ser el primer Astrònom Real d'Escòcia.

## Primers anys
Henderson va néixer a Dundee. Es va educar a l'institut de la seva ciutat natal, iniciant a continuació la seva formació com a advocat, treballant com a assistent administratiu i legal de diferents membres de la noblesa local. Així i tot, les seves principals aficions eren l'astronomia i les matemàtiques, i després de desenvolupar un nou mètode que utilitzava l'ocultació lunar per a determinar la longitud geogràfica, va cridar l'atenció de Thomas Young, superintendent de l'"Almanac Nàutic" de la Marina Real. Young va ajudar al jove Henderson a introduir-se en el món més ampli de la ciència astronòmica, i a la seva mort, en una carta pòstuma, recomanava a l'Almirallat que Henderson ocupés el seu lloc.

## Carrera

### Àfrica
Henderson finalment no va accedir al lloc de Young, però la recomanació li va servir per a aconseguir una plaça a l'Observatori Real del Cap de Bona Esperança, a Sud-àfrica, l'any 1831. Allí va realitzar un nombre considerable d'observacions estel·lars entre abril de 1832 i maig de 1833, incloent aquelles per les quals és recordat avui dia. Va ser Manuel John Johnson, de l'observatori de la Companyia de les Índies Orientals a l'illa de Santa Elena, qui li va fer notar que la brillant estrella del sud, Alfa Centauri, presenta un moviment propi considerable, per la qual cosa Henderson va deduir que hauria d'estar situada relativament pròxima.
Una espècie de "carrera espacial" s'havia desencadenat a la dècada de 1830 per a ser la primera persona a mesurar la distància a una estrella utilitzant la seva paral·laxi, una tasca que és més senzilla com més pròxima es trobi l'estrella. Henderson estava en una situació molt propícia per a ser aquesta persona. Després de tornar al Regne Unit per problemes de salut, va començar a analitzar els seus mesuraments i finalment va arribar a la conclusió que Alfa Centauri estava allunyada una mica menys d'un parsec (uns 3,25 anys llum). Aquest resultat era raonablement precís (avui dia se sap que aquest resultat era un 25,6% més petit que el determinat en l'actualitat per mètodes molt més precisos).
Henderson no va publicar immediatament els seus resultats (hi havia hagut intents anteriors desacreditats reclamant haver aconseguit el mesurament d'una paral·laxi estel·lar), i finalment va ser batut per Friedrich Wilhelm Bessel, qui va publicar una paral·laxi de 10,3 anys llum (un 9.6% massa petit) per a l'estrella 61 del Cigne el 1838. Henderson va publicar els seus resultats el 1839,[3] relegat a un segon pla degut a la seva manca de confiança. Posteriorment va publicar les observacions de Thomas Maclear[4] confirmant el seu treball. Alfa Centauri va quedar com l'estrella coneguda més pròxima a la Terra fins al descobriment de Pròxima Centauri el 1915 per Robert Innes.

### Escòcia
Mentrestant, els seus treballs de mesurament a Ciutat del Cap li van valer ser nomenat el primer Astrònom Real d'Escòcia l'any 1834. Se li va concedir la càtedra vacant d'astronomia en la Universitat d'Edimburg gràcies a l'interès mostrat en persona pel Primer Ministre, Lord Melbourne. A partir de 1834 va treballar en l'Observatori de la Ciutat (llavors denominat Calton Hill) a Edimburg fins a la seva defunció en 1844. L'abril del 1840 havia estat triat membre de la Royal Society.
Henderson va ser membre i soci de diverses societats científiques importants, incloent la Royal Astronomical Society (1832) i la Royal Society of Edinburgh (1834).

## Mort i vida personal

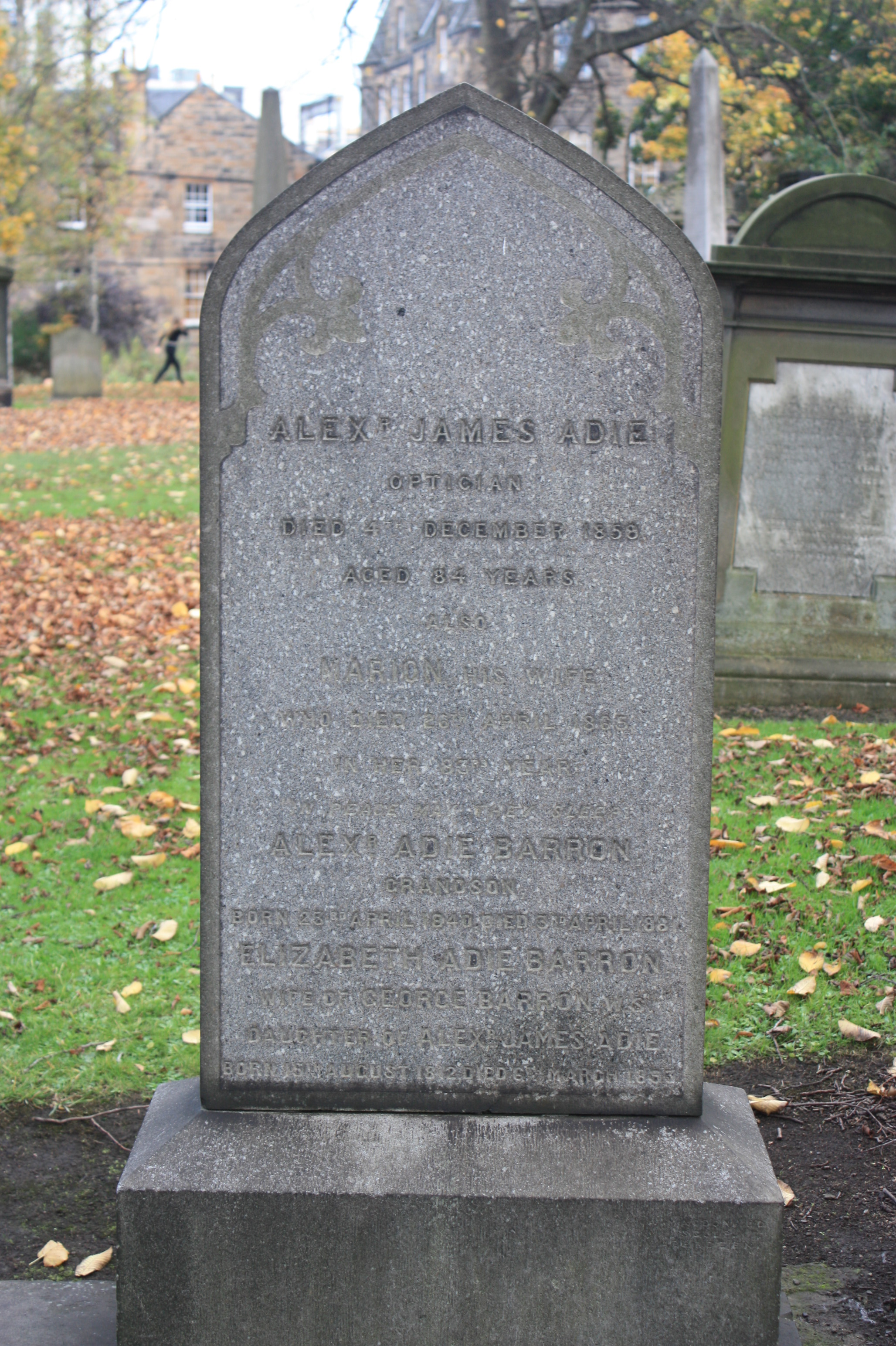
Tomba d'Alexander James Adie, Greyfriars Kirkyard, on reposen les restes de Thomas Henderson

Va contraure matrimoni l'any 1836 amb Janet Mary Adie (1808-1842), filla d'Alexander Adie, i van tenir una filla, Janet Mary Jane Henderson (1842-1893).
Va morir a la seva casa del n°1 de Hillside Crescent a Edimburg el 23 de novembre de 1844, i està enterrat al Cementiri Greyfriars, a la tomba d'Alexander Adie. El nom de Henderson no figura en el monument. La tomba està situada en el costat sud-oest del pati de l'església, just al nord-est del mausoleu dels Adam.

## Publicacions
- «The Parallax of Alpha Centauri, deduced from Mr Maclear's observations at the Cape of Goof Hope, in the years 1839 and 1840». Memoirs of the Royal Astronomical Society, 12, 1842, pàg. 329–372. Bibcode: 1842MmRAS..12..329H.
- «On the Parallax of Alpha Centauri». Memoirs of the Royal Astronomical Society, 11, 1840, pàg. 61–68. Bibcode: 1840MmRAS..11...61H.

## Eponimia
- El cràter lunar Henderson porta aquest nom en la seva memòria.